# Władysław Szafer

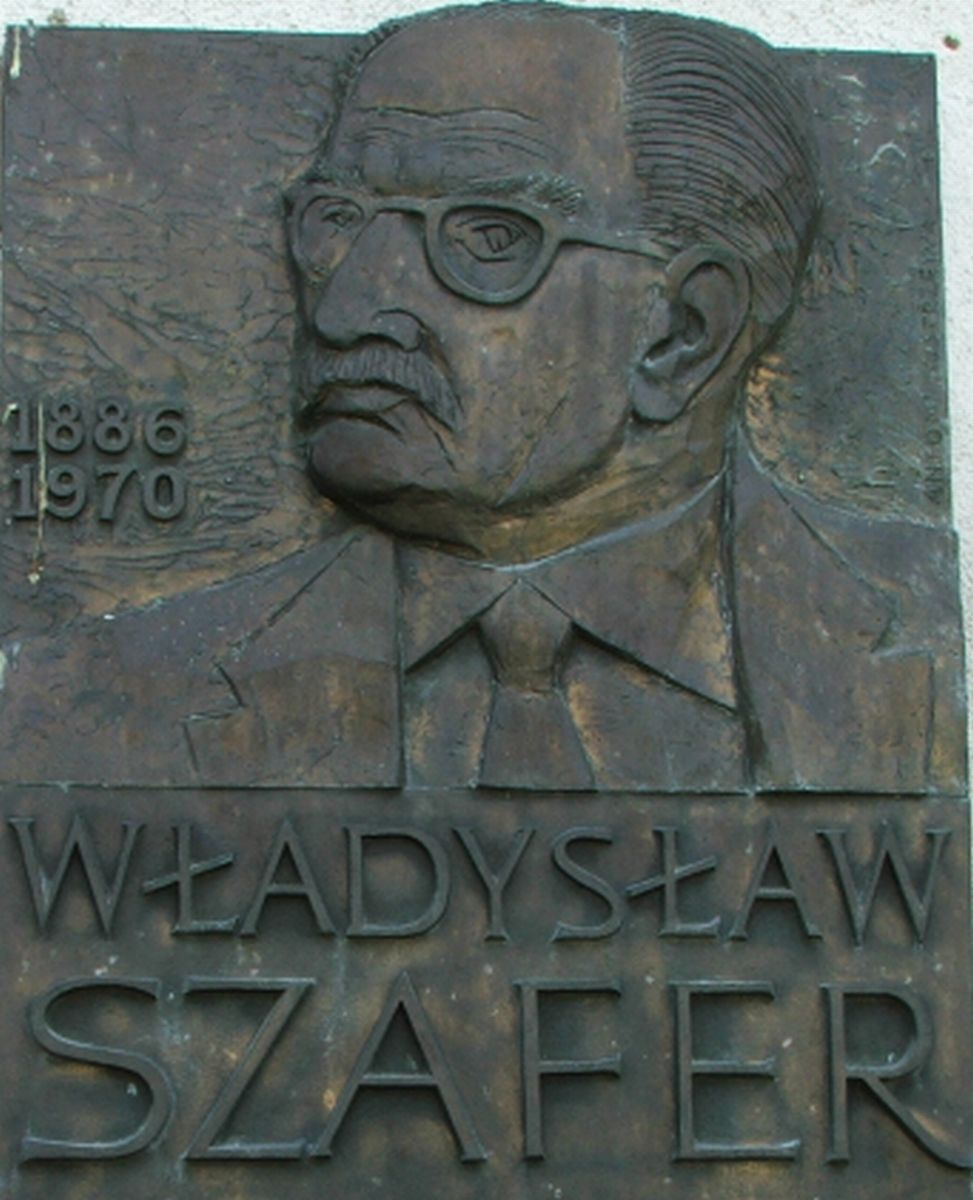
Popiersie Władysława Szafera na ścianie Muzeum Ojcowskiego Parku Narodowego.

Władysław Szafer (ur. 23 lipca 1886 w Sosnowcu, zm. 16 listopada 1970 w Krakowie) – polski botanik, profesor UJ, dyrektor krakowskiego Ogrodu Botanicznego, wieloletni dyrektor Instytutu Botaniki UJ. Rektor UJ (1936–1938).
Gdy w czasie okupacji niemieckiej zamieniono Instytut w placówkę niemiecką „Botanische Anstalten”, zwolniony ze stanowiska Władysław Szafer pełnił funkcję rektora tajnego Uniwersytetu Jagiellońskiego, po wojnie znów objął stanowisko dyrektora Instytutu, a jednocześnie od 1953 był twórcą i do 1960 dyrektorem Zakładu (dziś Instytutu) Botaniki PAN. Członek PAU i PAN, honorowy członek Międzynarodowej Unii Ochrony Przyrody i jej Zasobów.
Zajmował się ochroną przyrody, florystyką, paleobotaniką, geografią roślin. Był twórcą polskiej szkoły paleobotanicznej, współtwórcą polskich parków narodowych, jeden z inicjatorów odtworzenia populacji żubra w Puszczy Białowieskiej m.in. przez sprowadzenie dwóch samic czystej krwi z ZOO w Sztokholmie (Szwecja), uczestniczył w tworzeniu (wspólnie z Michałem Siedleckim) Międzynarodowego Biura Ochrony Przyrody w Brukseli, przekształconego później w Światową Unię Ochrony Przyrody. W 1935 r. zastosował po raz pierwszy metodę map izopolowych w interpretacji rozprzestrzenienia drzew. Metoda ta weszła do nauki światowej. Autor opublikował około 700 publikacji, z czego 473 pozycji dotyczy ochrony przyrody.

## Życiorys
Ukończył Szkołę Powszechną w Mielcu. Naukę kontynuował w Gimnazjum im. Konarskiego w Rzeszowie, które ukończył w 1905 r. Profesorem w tym gimnazjum był Wilhelm Friedberg, entuzjastyczny nauczyciel przyrody. Za jego poradą Władysław Szafer po zdaniu matury podjął studia botaniczne na uniwersytecie w Wiedniu, gdzie dostał się pod opiekę profesora Richarda Wettsteina, znanego w świecie wszechstronnego botanika. Dzięki jego poparciu, Szafer uzyskał stypendium wiedeńskiego ministerstwa oświaty, co umożliwiło mu uczestniczenie w kursie w stacji biologicznej w Trieście. Dzięki profesorowi otrzymał również temat swojej pierwszej pracy naukowej, którą ukończył w 1908 r., a od 1909 kontynuował je na Uniwersytecie Lwowskim (1910 doktorat z botaniki). 1911–1912 studia z zakresu gleboznawstwa i dendrologii na Uniwersytecie w Monachium i w Wiedniu. Od 1912 wykładał w Wyższej Szkole Lasowej we Lwowie. W 1914 wstąpił jako podoficer do polskiego Legionu Wschodniego, po odmowie złożenia przysięgi cesarzowi zdegradowany i wcielony do armii austriackiej. Od 1917 do 1960 wykładowca na Uniwersytecie Jagiellońskim, od 1920 profesor zwyczajny. Od 1936 do 1938 rektor UJ (wybrany ponownie w maju 1938, potwierdził swoją rezygnację i wyboru nie przyjął). Od 1920 był członkiem korespondentem, a od 1925 – członkiem czynnym Polskiej Akademii Umiejętności; w latach 1946–1952 – wiceprezesem PAU; dyrektor Wydziału Matematyczno-Przyrodniczego PAU w latach 1945–1952. W 1952–1968 był członkiem prezydium PAN, a w latach 1957–1962 – wiceprezesem PAN; był przewodniczącym Komitetu Botanicznego PAN (1952–1954) i przewodniczącym Komitetu Ochrony Przyrody i jej Zasobów PAN (1956-1970). Szczególnie ważną rolę odegrał jako współtwórca i pierwszy przewodniczący Oddziału PAN w Krakowie (1957–1960), był także członkiem Prezydium tegoż Oddziału (1957–1968). W latach 1957–1970 wchodził w skład Komisji Biologicznej Oddziału PAN w Krakowie. W latach 1948–1956 wykazał nieprzejednane stanowisko wobec narzuconego nauce polskiej łysenkizmu. Był wtedy traktowany jako „wróg systemu” i ostro atakowany przez osoby kierujące wówczas sprawami nauki w Polsce. Dzięki autorytetowi, jakim się cieszył w kraju i za granicą, nie padł ofiarą represji. Był jednym ze światowych pionierów ochrony przyrody. Z jego inicjatywy lub przy czynnym wsparciu powstały parki narodowe: Pieniński PN (1932), Białowieski PN (1932), Świętokrzyski PN (1950), Babiogórski PN (1954), Tatrzański PN (1954), Ojcowski PN (1956), a także wiele rezerwatów i pomników przyrody. Dążył do stworzenia naukowych podstaw ochrony przyrody. Jednym z pierwszych na świecie podręczników z tej dziedziny było 2-tomowe dzieło zbiorowe Ochrona przyrody i jej zasobów. Problemy i metody (1965), przetłumaczone na j. angielski i wydane w skróconej wersji jednotomowej (1973). Był autorem ponad 100 publikacji z zakresu historii botaniki. Z Zakładem Historii Nauki i Techniki PAN związał się pod koniec życia.
Doktor honoris causa Uniwersytetu Jagiellońskiego, Uniwersytetu Karola w Pradze oraz UMCS. Członek honorowy Polskiego Towarzystwa Geologicznego. W 1960 otrzymał Nagrodę „Problemów” za osiągnięcia w dziedzinie popularyzowania nauki.
Utrzymywał rozległe kontakty naukowe i towarzyskie (np. m.in. z kard. Karolem Wojtyłą). Jednym z jego wychowanków był nauczyciel i działacz ochrony przyrody Karol Siekierzyński.
18 marca 1919 ożenił się z Janiną Jentys, późniejszą doktor nauk biologicznych i profesor zwyczajną. Mieli troje dzieci: Tadeusza, profesora architektury; Annę, polonistkę, malarkę i graficzkę oraz Stanisława. Zmarł 16 listopada 1970 roku. Został pochowany na cmentarzu Rakowickim w Krakowie.

## Publikacje

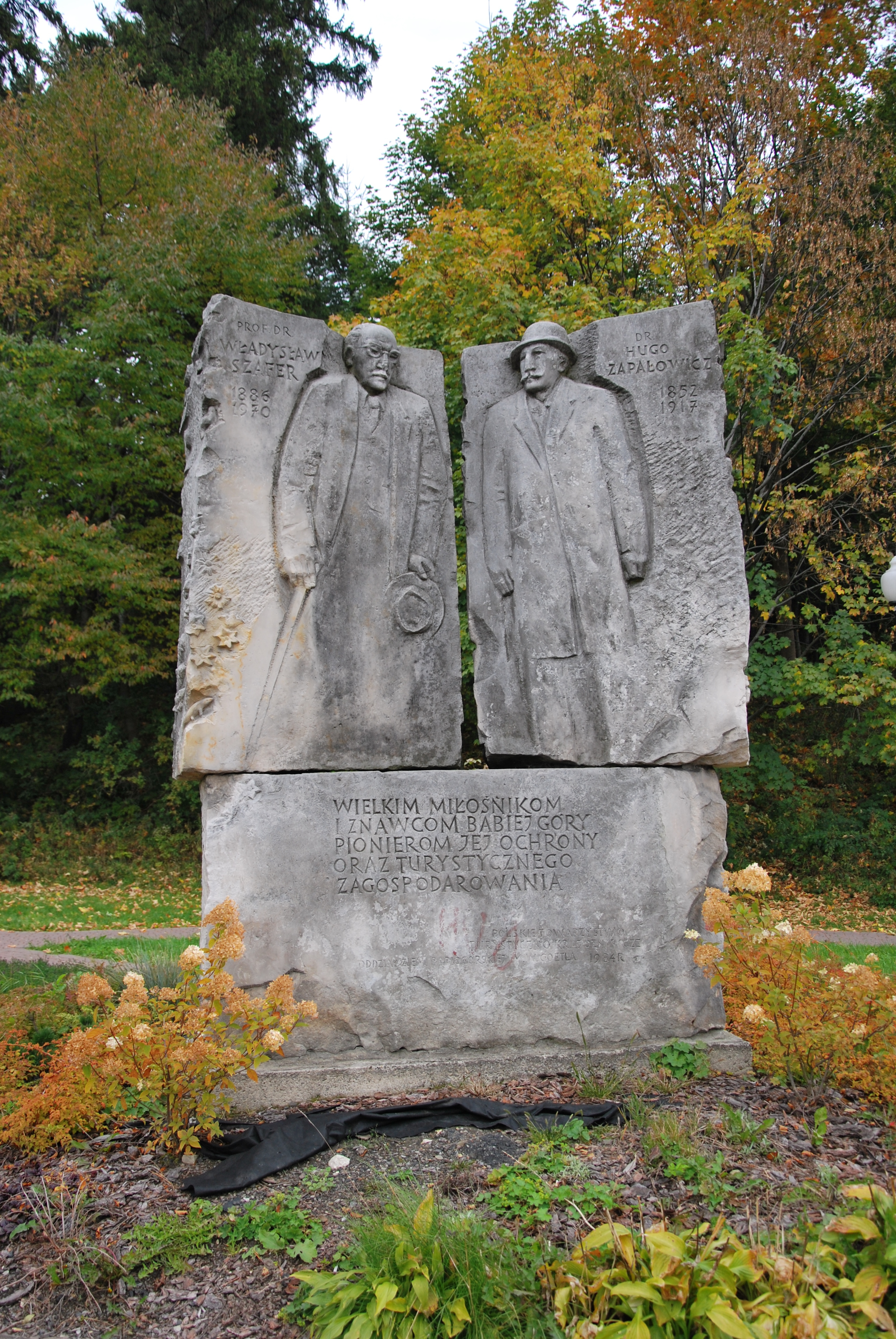
Pomnik Władysława Szafera i Hugona Zapałowicza w Zawoi

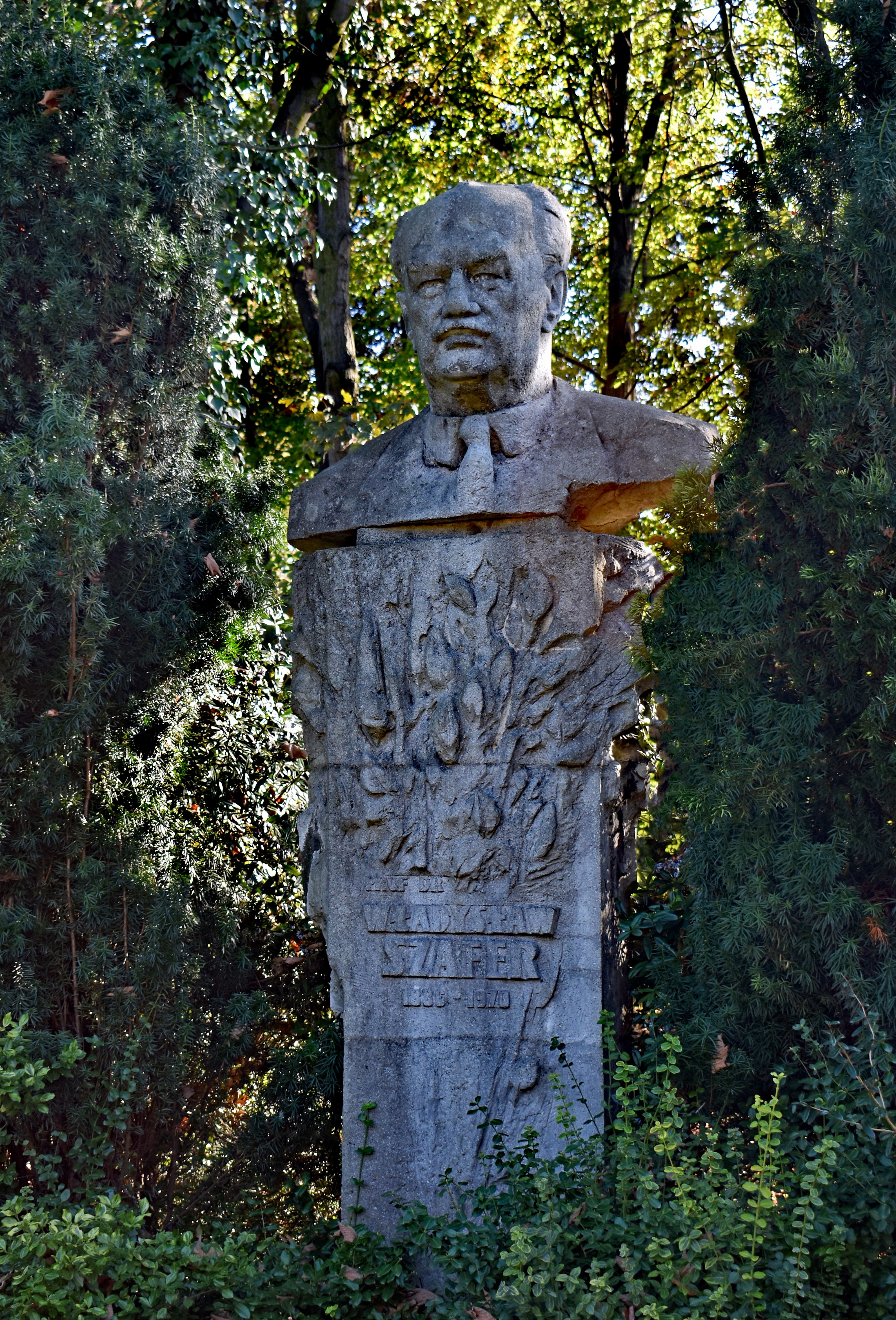
Pomnik w Ogrodzie Botanicznym w Krakowie

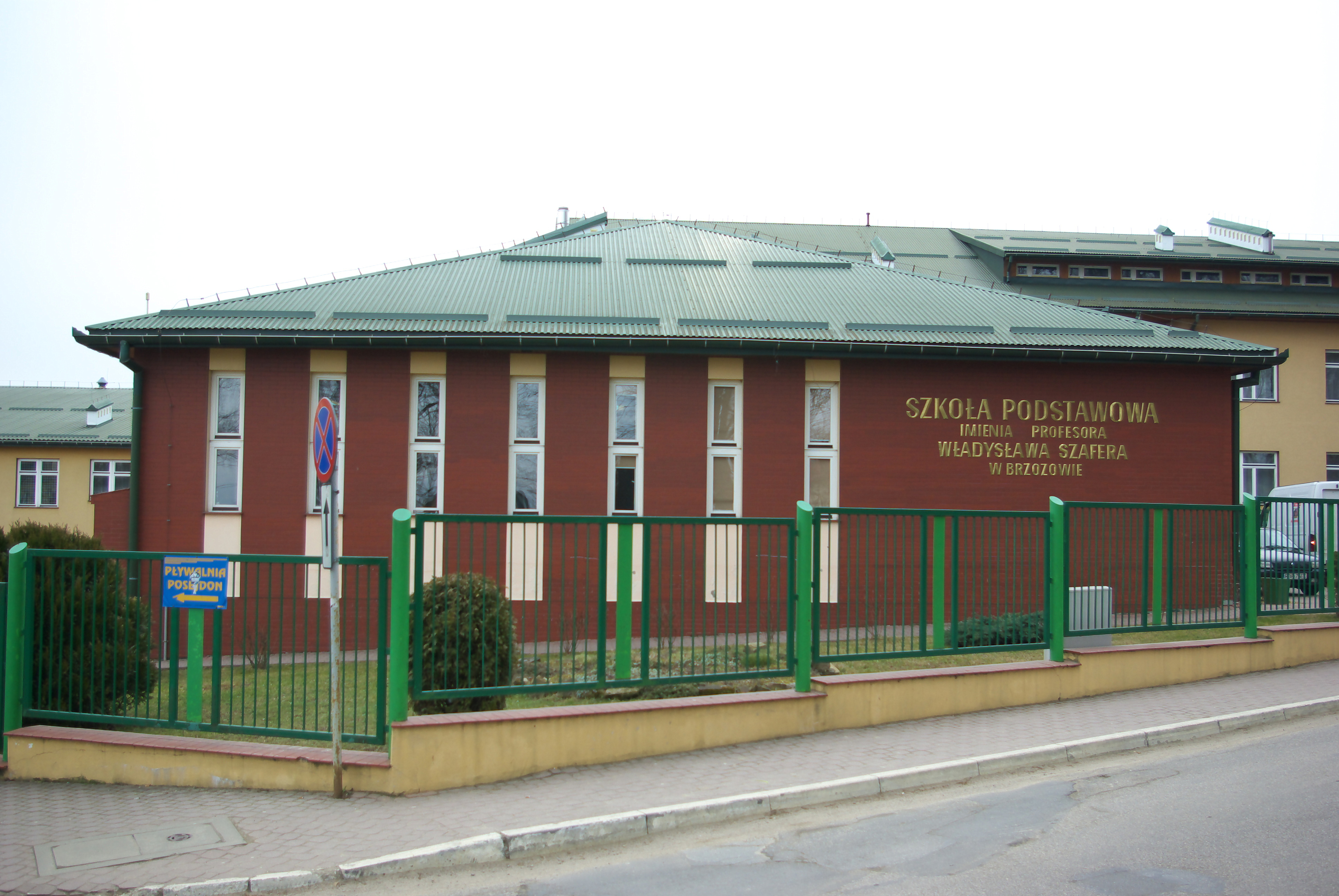
Szkoła Podstawowa nr 1 im. prof. Władysława Szafera w Brzozowie

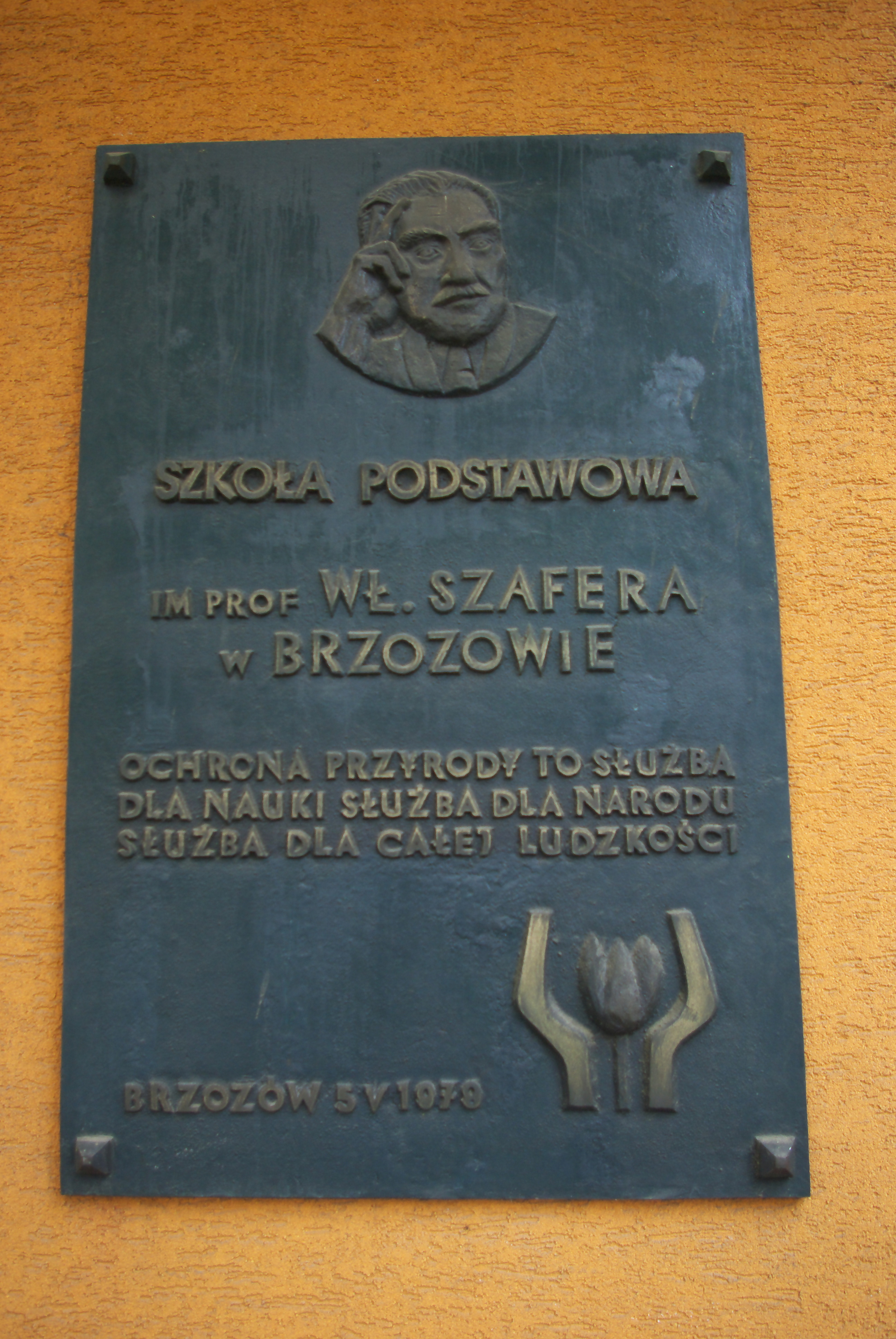
Tablica pamiątkowa na szkole w Brzozowie

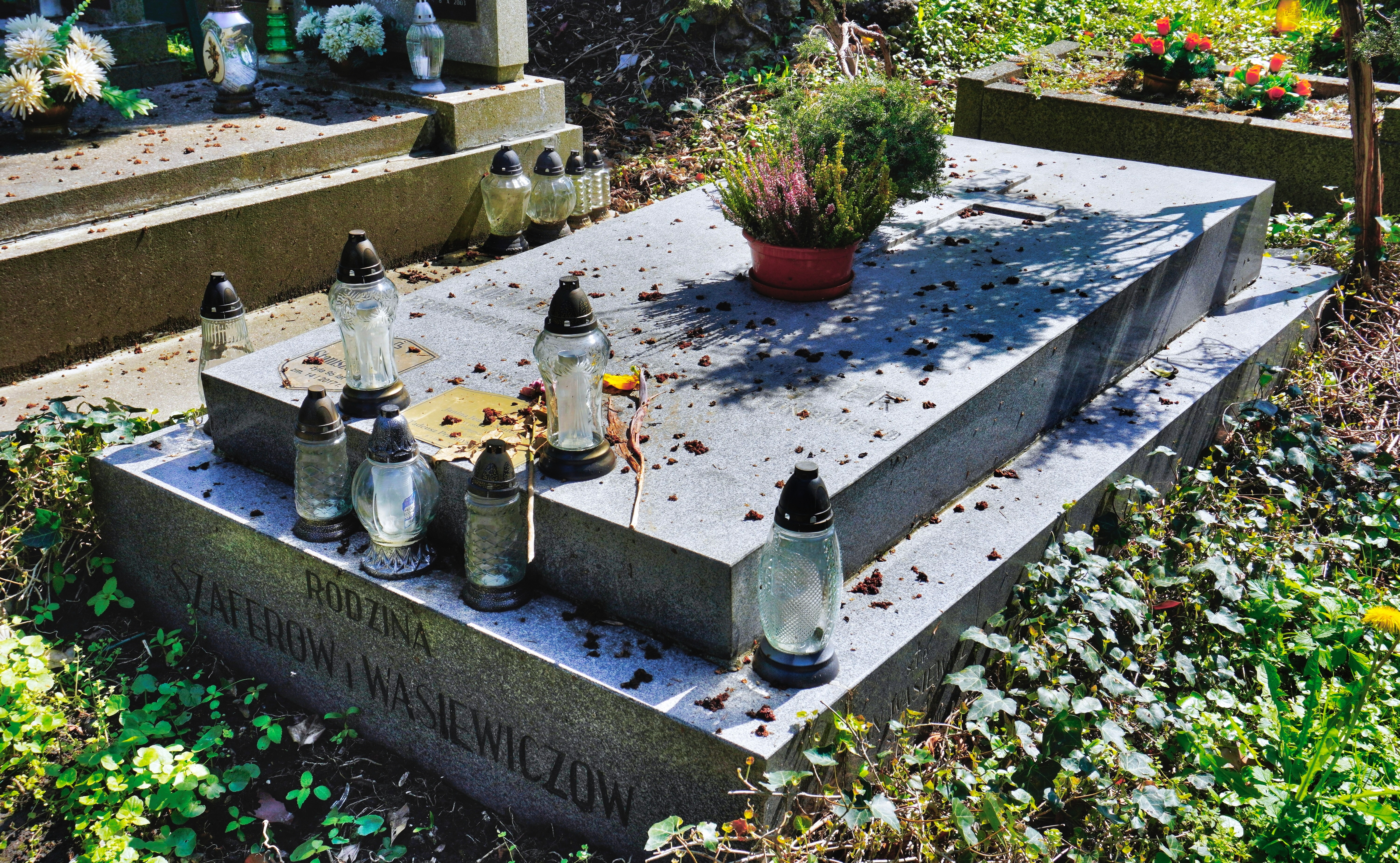
Grób Władysława Szafera na cmentarzu Rakowickim w Krakowie

Był autorem i współautorem następujących publikacji (zestawienie niekompletne):
- Flora polska
- Rośliny polskie (wyd.2) PWN 1953
- Tajemnice kwiatów. PWN 1956
- W. Szafer i J. Szaferowa Kwiaty w naturze i sztuce Biblioteka Problemów 1958
- Zarys geografii roślin Czytelnik 1949
- Zarys ogólnej geografii roślin Czytelnik 1949
- Zarys botaniki PWS 1947
- Ogólna geografia roślin
- W. Szafer, M. Kostyniuk, 1952: Zarys paleobotaniki. PWN.
- Szata roślinna Polski
- Chronione w Polsce gatunki roślin ZOP 1958
- Ochrona gatunkowa roślin w Polsce ZOP 1952
- W. Szafer, 1946: Zarys rozwoju flory Holarktydy. Rocznik Pol. Tow. Geol., 16.
- Zarys historii botaniki w Krakowie PWN 1964
- Z teki przyrodnika 1964
- Wspomnienia przyrodnika
- U progu Sahary: Wrażenia z wycieczki do Tunisu odbytej na wiosnę 1924-go roku (Cieszyn, 1925)

## Ordery i odznaczenia
- Krzyż Komandorski Orderu Odrodzenia Polski (22 lipca 1951)[8]
- Krzyż Oficerski Orderu Odrodzenia Polski (19 sierpnia 1946)[9]
- Medal Komisji Edukacji Narodowej (1969)[10]

## Upamiętnienie
Na cześć W. Szafera utworzono ok. 20 naukowych nazw roślin (zarówno współczesnych, jak i kopalnych), m.in. Callipteris szaferi Czarn. et Sams., Cryptomonas szaferi Czosnowski, Larix szaferi Domian, Nymphaea szaferi Knobloch. Jego nazwiskiem nazwano kilka obiektów geograficznych, m.in. Grań Szafera i Lodospad Szafera nad Zatoką Admiralicji (Wyspa Króla Jerzego, Archipelag Szetlandów Południowych, Antarktyka), kilka rezerwatów przyrody, m.in. rezerwat leśny Buczyna w Cyrance na Płaskowyżu Kolbuszowskim, rezerwat krajobrazowy w gminach Hajnówka i Białowieża, rezerwat a później obszar ochrony ścisłej w Wolińskim Parku Narodowym, ścieżki przyrodnicze w Babiogórskim Parku Narodowym i w Rzeszowie. Od 1986 r. jego imię nosi Instytut Botaniki PAN w Krakowie. Od 1989 r. Polskie Towarzystwo Botaniczne nadaje medal im. Władysława Szafera autorom prac opublikowanych z zakresu botaniki odznaczających się wybitną wartością. Od roku 1995 pomnik przyrody – dąb w Potulicach nosi imię Dąb im. Władysława Szafera. Profesor Szafer jest patronem Muzeum Ojcowskiego Parku Narodowego w Ojcowie
Imieniem profesora Szafera ochrzczono w 1977 r. semikontenerowiec MS Profesor Szafer, a jego matką chrzestną została synowa Władysława Szafera, Krystyna Procner-Szaferowa, dziennikarka Polskiego Radia.
Imieniem Władysława Szafera nazwanych jest wiele ulic m.in. w: Chrzanowie, Ełku, Gdańsku, Krakowie, Krościenku nad Dunajcem, Lublińcu, Łodzi, Mielcu, Sanoku, Sosnowcu, Szczecinie, Szczecinku, Tuchowie i Wrocławiu. Władysław Szafer jest też patronem szeregu placówek oświatowych:
- Szkoła Podstawowa w Barwicach, Barwice, ul. Pomorska 3
- Szkoła Podstawowa nr 1 w Brzozowie, Brzozów, ul. Parkowa 5
- Zespół Szkół Rolniczych w Chojnowie, Chojnów
- Szkoła Podstawowa nr 4 w Ełku, Ełk, ul. Władysława Szafera 2
- Zespół Szkół Zawodowych nr 7 w Gdańsku, Gdańsk Oliwa ul. Czyżewskiego 31
- Zespół Szkół Rolnicze Centrum Kształcenia Ustawicznego, Głubczyce, ul. Niepodległości 2
- III Liceum Ogólnokształcące, Gorzów Wielkopolski, ul. Warszawska 18
- Zespół Szkół w Złotym Potoku, Janów, ul. Kościuszki 7
- Szkoła Podstawowa nr 162, Kraków, ul. ks. Stojałowskiego 31
- Szkoła Podstawowa w Kterach A, Krzyżanów Ktery A
- Publiczna Szkoła Podstawowa w Lipinkach Łużyckich, Lipinki Łużyckie, ul. Szkolna 7
- Przedszkole w Lipinkach Łużyckich, Lipinki Łużyckie ul. Główna 31a
- Szkoła Podstawowa nr 1, Mielec, ul. Kilińskiego 37
- Gimnazjum Nr 6 z siedzibą w Płocku, Płock, ul. St. Jachowicza 20
- Zespół Szkół Ekonomicznych i Agrobiznesu w Przemyślu, Przemyśl, ul. I Armii Wojska Polskiego
- Zespół Szkół Rolnicze Centrum Kształcenia Ustawicznego w Rzemieniu, Rzemień 243
- Przedszkole Miejskie Nr 12 w Toruniu, Toruń
- Szkoła Podstawowa w Woli Kalinowskiej w gminie Sułoszowa, Dolina Prądnika
- Szkoła Podstawowa w Żarkach, Żarki, ul. Częstochowska 61
- Szkoła Podstawowa nr 2 w Wapnicy
- Szkoła Podstawowa nr 27 w Katowicach, Katowice, ul. Łętowskiego 18
- Szkoła podstawowa w Widuchowej, Widuchowa, ul. Barnima III
- Zespół Szkół Zawodowych i Placówek w Krościenku nad Dunajcem, Krościenko nad Dunajcem

W Polsce istnieją dwa pomniki W. Szafera: popiersie w Ogrodzie Botanicznym w Krakowie (1975, według projektu Antoniego Hajdeckiego) oraz monument w Zawoi Widłach, na którym jest przedstawiony razem z Hugonem Zapałowiczem (1984, według projektu Jana Sieka).
Upamiętnieniu postaci Szafera poświęcony jest artykuł prof. Zbigniewa Mirka opublikowany w Wiadomościach Botanicznych (vol.54, no. 3/4:str. 116-132).